# مرغ کریچ‌ساز خال‌دار
مرغ کریچ‌ساز خال‌دار (نام علمی: Chlamydera maculata) نام یک گونه از سرده رداگردن‌ها است.